# Santos-Dumont Nº 6
O Santos-Dumont Nº 6 foi uma aeronave projetada e construída pelo aviador pioneiro brasileiro Alberto Santos-Dumont. Em 1901, foi usada por ele para ganhar o prêmio Deutsch de la Meurthe por ter realizado o trajeto do Parc Saint Cloud até a Torre Eiffel, ida e volta, sem tocar o solo em menos de 30 minutos.

## História
Em abril de 1900, Henri Deutsch de la Meurthe ofereceu o prêmio Deutsch de la Meurthe, também conhecido simplesmente como "Prêmio Deutsch", de 100 mil francos para a primeira máquina capaz de voar num trajeto de ida e volta a partir do campo de voo do Aéro-Club de France no Parc Saint Cloud até a Torre Eiffel, em Paris, em menos de trinta minutos. O vencedor do prêmio teria de manter uma velocidade média de pelo menos 22 km/h (14 mph) para cobrir a distância de 11 km (6,8 mi) no tempo previsto. O prêmio estaria disponível de 1º de maio de 1900 até 1º de novembro de 1901.
Para ganhar o prêmio, Alberto Santos-Dumont decidiu construir o dirigível Nº 5, uma aeronave maior que seus projetos anteriores. Em 8 de agosto de 1901, durante uma de suas tentativas, a aeronave começou a perder gás, fazendo com que o envelope perdesse forma e tendo que desligar o motor, que também movia o ventilador que inflava o balonete interno. Ele começou a descer e foi incapaz de passar pelo telhado do Hotel Trocadero. Santos-Dumont acabou pendurado na cesta do dirigível ao lado do hotel. Com a ajuda de bombeiros, ele escapou sem ferimentos, mas o dirigível sofreu perda total e somente o motor foi recuperado.

## Design
Após o acidente com o Nº 5, Santos-Dumont começou imediatamente a trabalhar em um dirigível substituto, que foi terminado em 1º de setembro. Semelhante ao Nº 5, mas um pouco maior, ele tinha um envelope de seda envernizada de onde uma gôndola alongada descoberta ficava pendurada por fios de aço. O envelope foi equipado com uma única válvula de manobra e duas válvulas para liberar pressão. Além disso, havia dois painéis removíveis que permitiam que o hidrogênio fosse liberado em caso de emergência. A gôndola de seção triangular foi construída com barras de pinho conectadas com sockets de alumínio e atada com fios de piano. O motor de 12 hp (9 kW) foi montado no centro da gôndola e movia uma hélice impulsora de duas lâminas na parte traseira através de um longo eixo. O piloto ficava em uma pequena cesta de balão na frente. O leme triangular ficava entre a parte de trás da gôndola e o envelope.

## Histórico operacional

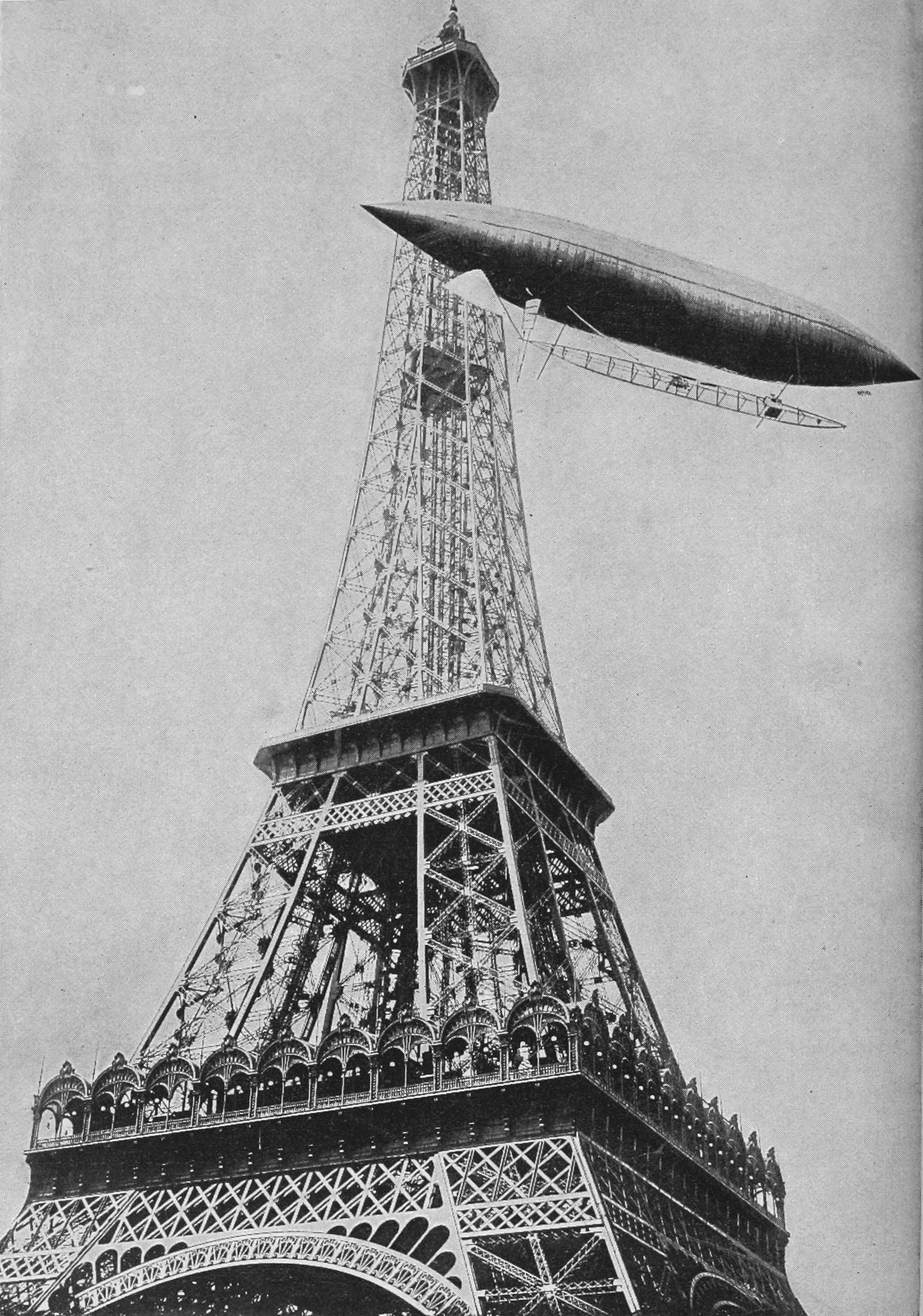
Muitas vezes, publicada como uma foto do voo de Santos-Dumont quando ganhou o prêmio, isto é, na verdade, uma tentativa anterior de utilizar o Nº 5

Depois de alguns ensaios com a aeronave amarrada ao chão em 5 de setembro, Santos-Dumont fez seu primeiro voo em 6 de setembro. Depois de uma hora e meia de ensaios no hipódromo de Longchamps ele pilotou o dirigível para encontrar-se com amigos em um restaurante próximo, mas ao tentar retornar para sua base em Chalais-Meudon uma série de eventos terminou por danificar a gôndola. No entanto, ela logo foi reparada e uma primeira tentativa ao prêmio Deutsch de la Meurth foi feita em 19 de setembro, terminando quando o dirigível foi soprado contra algumas árvores durante testes preliminares, resultando na perfuração do envelope. Outro voo mais bem-sucedido foi feito no dia 10 de outubro, seguido por uma tentativa ao prêmio no dia seguinte, que foi frustrada por problemas técnicos. Outro teste de voo bem sucedido veio logo depois, no dia 13.
Voos foram postergados devido ao mau tempo até 19 de outubro, quando Santos-Dumont decolou de Saint-Cloud às 14:42 horas. Com o vento a favor dele, ele atingiu a Torre Eiffel em nove minutos, mas na viagem de regresso teve uma falha de motor. Para reiniciar o motor, ele precisou subir pelo trilho da gôndola sem cinto de segurança. A tentativa foi bem-sucedida, e ele chegou na linha de chegada após 29 minutos e 30 segundos. No entanto, houve um pequeno atraso enquanto sua linha era amarrada, e primeiramente o comitê de julgamento recusou o prêmio, apesar de la Meurthe, que estava presente, declarar-se satisfeito. Isso causou um clamor público da multidão assistindo o voo, bem como comentário na imprensa. No entanto, um acordo foi alcançado e Santos-Dumont foi agraciado com o prêmio. Em um gesto de caridade, deu metade do prêmio para seus técnicos e doou a outra metade para os pobres de Paris.
Depois de ganhar o prêmio de la Meurthe, Santos-Dumont levou a aeronave a Monte Carlo , em janeiro de 1902, utilizando um recém-construído galpão para balões pertencente ao príncipe de Mônaco, na Boulevard de la Condamine.

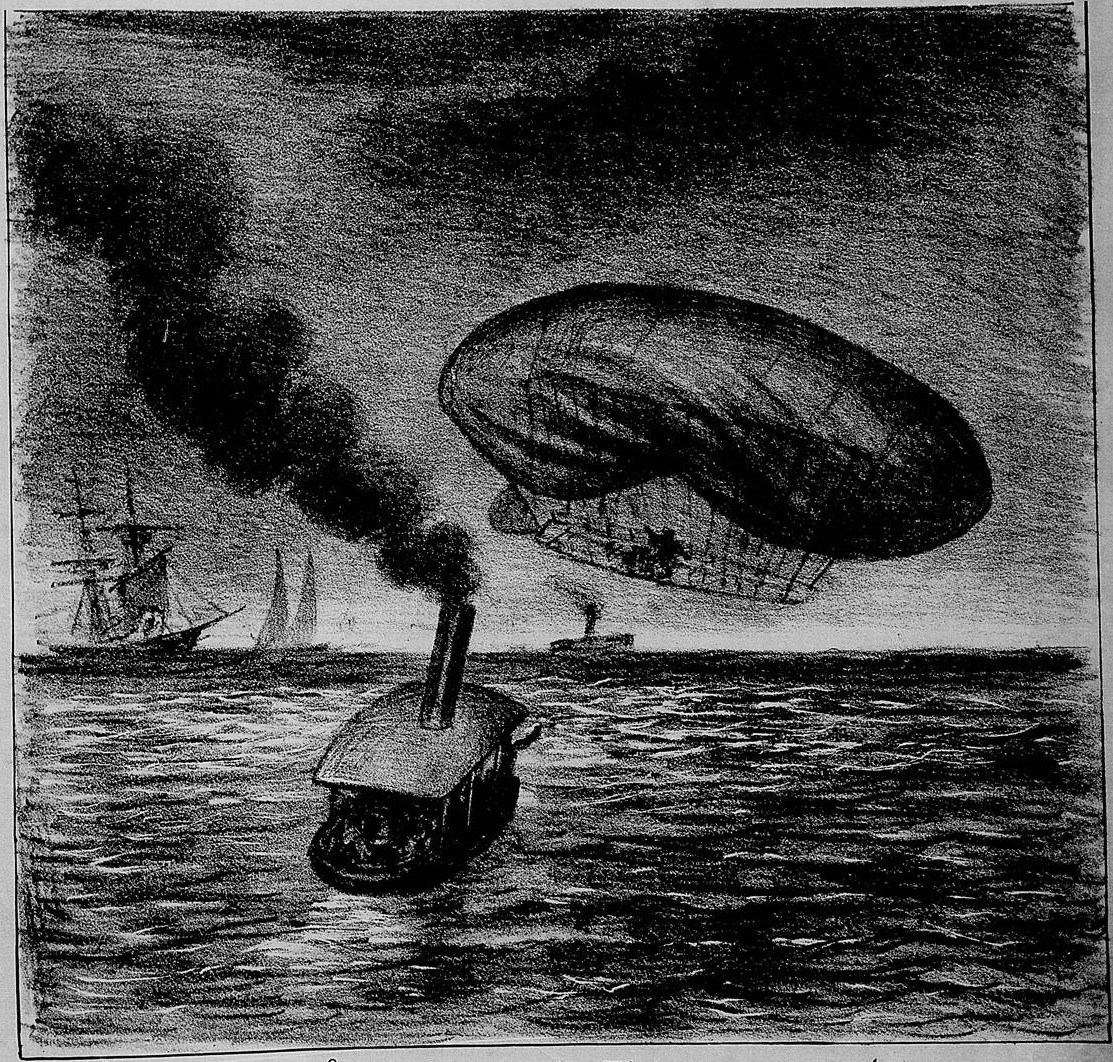
Acidente de Santos Dumont em 14 de fevereiro de 1902.

O Nº 6 foi seriamente danificado em 14 de fevereiro de 1902, quando o hidrogênio superaquecido fez com que o dirigível, já inclinado para cima, afinasse ainda mais, causando a quebra de alguns fios que suspendiam a gôndola. Alguns destes fios começaram a se enrolar na hélice. Santos-Dumont foi forçado a parar o motor e para evitar ser soprado para o alto mar, soltou hidrogênio para que aeronave caísse no mar.
A aeronave foi resgatada e levada de volta para Paris, onde foi reparada, e na segunda-feira de Páscoa de 1902 foi colocada em exposição na sala de espetáculos do Crystal Palace Park, no sul de Londres, onde atraiu cerca de 10 mil visitantes no primeiro dia em que foi mostrada. Ela permaneceu em exposição durante os meses de abril e maio, depois de uma série de voos de exibição serem anunciados. Após a aeronave ser removida da caixa, foi-se descoberto vários cortes na região do balão. Dumont acreditou ser sabotagem, mas Stanley Spencer (en) disse, ao lado da polícia, ser erro técnico. A aeronave foi vendida para a Brooklyn Rapid Transit (en) enquanto Dumont estava nos EUA. Nos EUA, ocorreu outro acidente durante testes que rasgou o balão substituto.